# Al Forno Vacanze
Al Forno Vacanze ist eine Feriensiedlung im Tessin. Sie besteht aus vier der tessintypischen Rustici und einem Haupthaus ("La Podera") und ist von März bis November geöffnet.
Begründet wurde die Siedlung 1944 durch den Kauf zweier Häuser in Pila, auf einem nur fussläufig erreichbaren Bergplateau oberhalb von Intragna am Talausgang des Centovalli. Zunächst diente sie für Schulungs- und Bildungskurse durch das Genfer Ehepaar René und Hanna Bertholet, eine aus NS-Deutschland geflüchtete Verlegerin. Die beiden waren Schüler des von Leonard Nelson begründeten Landerziehungsheims Walkemühle und Mitglieder des Internationalen Sozialistischen Kampfbunds (ISK), eines kleinen linken Zusammenschlusses neben den Parteien der Sozialdemokraten und Kommunisten, der den Kauf von Al Forno finanzierte. 
Der Ende 1944 gegründete Verein Feriengemeinschaft Al Forno übernahm die Trägerschaft. Verwalterin und Präsidentin war Marie-Luise (Mascha) Oettli, Sekretärin des Schweizerischen Landfrauenverbands, an deren Seite Artur Levi stand. In den 1980er Jahren wurde mit Blick auf die die Gründungsgeschichte die Philosophisch-Politische Akademie (Bonn) in die Trägerschaft miteingebunden. 1989 folgte der SP-Politiker Peter Vollmer als neuer Vereinspräsident.  
Bis zum Kriegsende war Al Forno ein Zufluchtsort für politisch Geflüchtete aus NS-Deutschland wie etwa Nora Platiel, Hilde Meisel oder Anna Beyer und wandelte sich im weiteren Verlauf zur internationalen Bildungs- und Begegnungsstätte, die in den 1950er/60er Jahren etwa während der Pfingsttage "Ferienlager" zu politischen Themen wie der Entkolonialisierung veranstaltete. Al Forno ist heute Eigentum der Sozialdemokratischen Partei der Schweiz. 
Bis heute ist der Ort nur zu Fuss oder mit einer seit den 1980er Jahren bestehenden Zwei-Personen-Kabinenseilbahn erreichbar. Der nominelle Träger ist der 2015 in Al Forno Vacanze umbenannte Verein, dessen Mitglieder sich für die Wahrung des internationalistischen Erbes der Gründergruppe "im Sinne eines Orts für Begegnung und Erholung" verpflichtet haben.